# Klasa S
Klasa S (jap. クラスS Kurasu esu), lub S kankei, skrótowo S lub esu (jap. エス) – japoński termin wasei-eigo wywodzący się z początków XX wieku, oznaczający romantyczną przyjaźń między uczennicami. Terminem tym opisuje się również gatunek shōjo shōsetsu (jap. 少女小説), który opowiada historie o tym samym, zwykle skupiając się na relacjach między starszą dziewczyną (senpai) a młodszą (kōhai). „S” jest skrótem, który może oznaczać „siostrę”, „shōjo” (jap. 少女, dosł. młoda dziewczyna), „seks”, „schön” (niem. piękny) lub „escape” (ang. ucieczka).

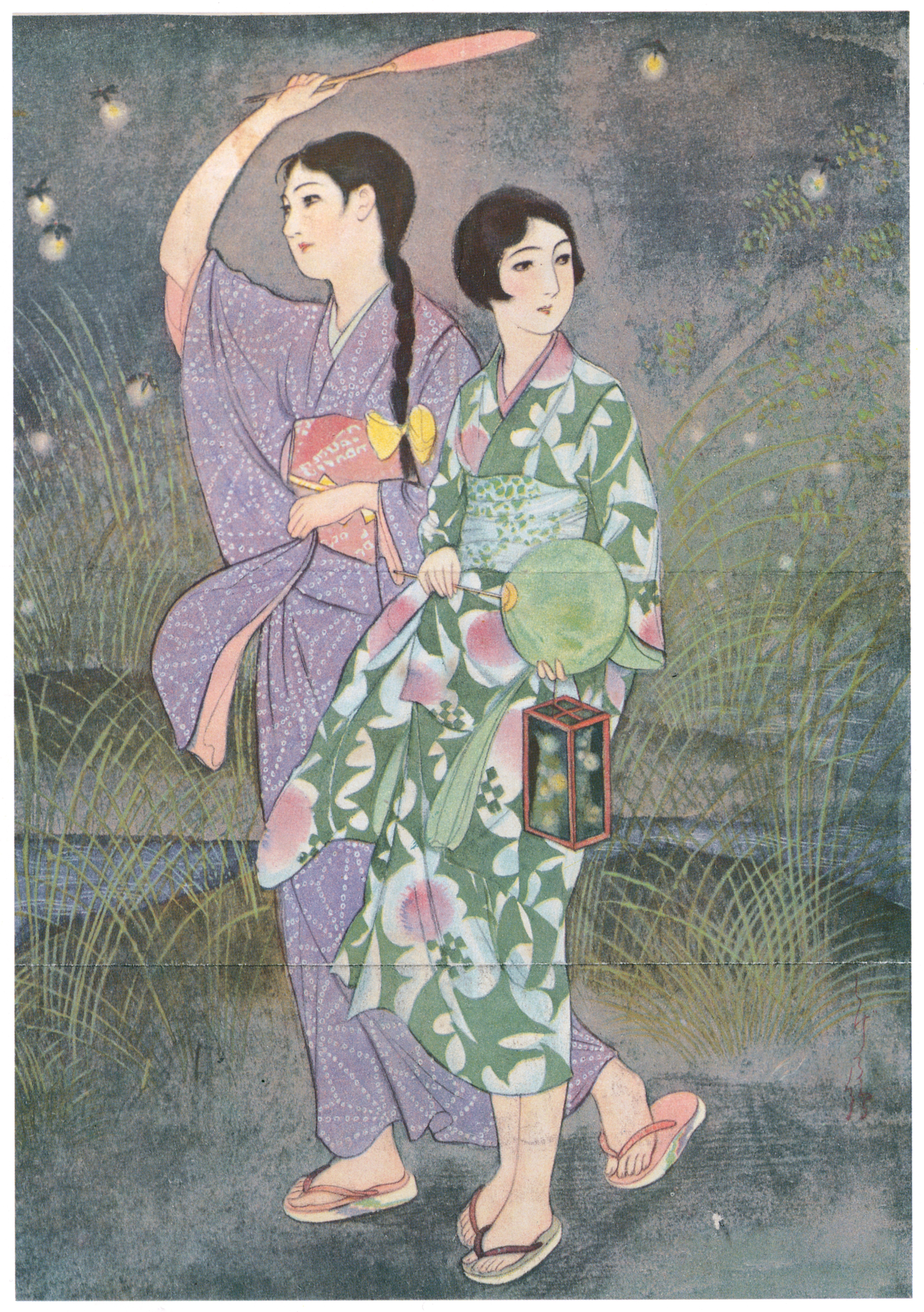
Shigeru Sudō, Hotaru kari (ほたる狩り), 1926

Chociaż klasę S można ogólnie opisać jako formę miłości między dziewczętami, różni się ona od związku intymnego lub romansu tym, że jest używana w odniesieniu do związków platonicznych opartych na silnych więziach emocjonalnych i bardzo bliskiej przyjaźni, a nie seksie lub pociągu seksualnym.

## Historia

### Początki
Zachodnie powieści Małe kobietki i Mała księżniczka zostały przetłumaczone na język japoński odpowiednio w 1906 i 1910 roku, w celu wykształcenia dziewcząt na „dobre żony oraz mądre matki”. Utwory te pomogły również wprowadzić wśród młodych kobiet w Japonii koncepcje laotong, siostrzeństwa, sentymentalizmu i romansu, a Jo z Małych kobietek stała się szczególnym przykładem postaci chłopczycy.
Na klasę S wpłynęła również Takarazuka Revue, w pełni kobieca trupa teatralna założona w 1914 roku. Występowały w niej aktorki określane jako otokoyaku (jap. 男役, dosł. „męska rola”), które grały mężczyzn romansujących z kobietami. Mniej więcej w tym czasie, powstał termin dōseiai (jap. 同性愛, dosł. „miłość tej samej płci”), który opisuje związki butch i femme (określane jako ome), a także związki między dwoma femme. Popularne media z tamtych czasów sugerowały, że otokoyaku Takarazuki spowodowały, że kobiety w związkach klasy S stawały się ome (butch i femme) i trwały w związkach homoseksualnych znacznie dłużej niż było to dopuszczalne. Jennifer Robertson stwierdziła, że wiele kobiet identyfikowało się z otokoyaku Takarazuki, ponieważ reprezentowały one wzorowy typ kobiety, która z powodzeniem mogła pokonać bariery obu płci i towarzyszące im role.
Uważa się, że do powstania klasy S przyczyniło się również szybkie tworzenie szkół dla dziewcząt w tym okresie: w 1913 roku było ich 213.

### Upadek i odrodzenie
W 1936 roku literatura klasy S została zakazana przez rząd japoński. Zakaz ten został zniesiony po II wojnie światowej, wraz z ograniczeniami dotyczącymi przedstawiania romansów damsko-męskich w czasopismach dla dziewcząt. To, w połączeniu z zamknięciem szkół dla dziewcząt na rzecz szkół koedukacyjnych i włączeniem do głównego nurtu ruchu wolnej miłości, doprowadziło do upadku klasy S zarówno jako gatunku literackiego, jak i zjawiska społecznego.
Literatura klasy S przeżyła renesans popularności pod koniec lat 90. Jej ożywienie przypisuje się serii light novel Maria-sama ga miteru z 1998 roku, którą uważa się za współczesny odpowiednik zbioru opowiadań Hana monogatari autorstwa Nobuko Yoshiyi.

## Wpływ i spuścizna

### Zjawisko społeczne
W artykule dla magazynu Fujin Kōron z 1911 roku stwierdzono, że od 70-80% kobiet doświadczyło związków klasy S.
Związki klasy S były zazwyczaj uważane za nieautentyczny wyraz pociągu do osób tej samej płci. Tak długo, jak ograniczały się one do okresu dojrzewania, były uważane za normalne, a nawet duchowe. Ta postawa wpłynęła na późniejsze spojrzenie na lesbianizm w Japonii: tolerancję dla nieseksualnej intymności między dziewczętami i powszechne przekonanie, że kobiecy homoseksualizm jest „fazą”.

### Gatunek literacki
Klasa S miała znaczący wpływ na japońską literacką tradycję przedstawiania przyjaźni między dziewczętami, rozwój japońskiej literatury lesbijskiej oraz powstanie gatunku mangi i anime – yuri.